# Jan Kudlič
Mjr. Jan Kudlič (14. října 1914 Mokrouše – 11. března 1943 Charkovská oblast) byl československý důstojník, příslušník 1. československého armádního sboru padlý v druhé světové válce.

## Život

### Před druhou světovou válkou
Jan Kudlič se narodil 14. října 1914 v Mokrouších na Plzeňsku. Jeho otec padl během první světové války a matka mu zemřela v jeho sedmi letech, poté byl vychováván babičkou. Vyučil se soustružníkem a pracoval v plzeňské Škodovce. V roce 1933 vstoupil dobrovolně do Československé armády a sloužil u dělostřeleckého pluku 151 v Praze. Během služby externě vystudoval pražskou státní reálku, kde v roce 1936 odmaturoval, následně studoval rok na Vojenské akademii v Hranicích. Po ukončení studií sloužil u dělostřeleckého pluku 1 v Bílině od února 1938 jako velitel baterie. Dosáhl hodnosti poručíka.

### Druhá světová válka
Po německé okupaci v březnu 1939 a rozpuštění československé armády odešel Jan Kudlič do Polska, kde byl 24. července téhož roku v Bronowicích prezentován u zde vznikajícího Legionu Čechů a Slováků. Po vypuknutí druhé světové války sloužil jako smluvní důstojník v polské armádě, k legionu se vrátil 10. září 1939 jako subalterní důstoník dělostřeleckého oddělení. Po pádu Polska padl společně s dalšími do sovětské internace, kde si podržel své zařazení do jara 1940, kdy postoupil na vyšší funkce. Internován byl v Orankách a Suzdalu. Přihlásil se k výsadkovým operacím na území protektorátu, ale do žádného nebyl vybrán. Zúčastnil se budování 1. československého samostatného polního praporu v Buzuluku, kdy zastával post velitele výcvikové minometné roty. V prosinci 1942 byl převelen na funkci velitele 2. pěší roty 1. československého polního praporu a i s jednotkou odeslán na frontu. V noci na 10. března 1943 velel společnému útoku československých a sovětských oddílů na vesnici Sokolovo, přičemž byl dvakrát raněn. Zahynul následující den při hromadném převozu raněných do nemocnice v Charkově, kdy byl jeho sanitní vůz napaden německým letadlem. 

## Posmrtná ocenění
- 1943 Československý válečný kříž 1939
- 1944 Řád rudého praporu
- 1944 Československá medaile za zásluhy I. stupně
- 1948 Sokolovská pamětní medaile
- Jan Kudlič byl in memoriam povýšen do hodnosti majora